# Mozzarella in carrozza
La mozzarella in carrozza è un antipasto originario della cucina campana.

## Ingredienti
Il piatto consiste in fette di mozzarella racchiuse dentro due fette di pan bauletto (che fanno da "carrozza", le "briglie" stesse di queste ipotetica carrozza sono date dal filare del formaggio) le quali sono passate nell'uovo e poi fritte. Spesso le fette farcite vengono anche passate nella farina o nel pangrattato prima della frittura. Oltre al pancarré è possibile anche usare pane casereccio.
Venne ideato a Napoli come alternativa per usare la mozzarella avanzata.

## Varianti
A Venezia è molto popolare nei bàcari una variante locale della mozzarella in carrozza, di forma rettangolare e realizzata con una mezza fetta di pane bianco per tramezzini tagliata a metà in senso verticale, con l'aggiunta di un'acciuga oppure una fetta di prosciutto cotto, mozzarella e l'altra mezza fetta di pane, il tutto intinto in una pastella lievitata e fritto. La mozzarella in carrozza alla veneziana ha un aspetto dorato e gonfio, grazie all'uso della pastella.